# Lê Thị Diệu Muội
Lê Thị Diệu Muội (1922–2021), bí danh Đào Nguyên, là một nhà cách mạng và nữ chính trị gia Việt Nam.

## Thân thế
Lê Thị Diệu Muội sinh ngày 1 tháng 1 năm 1922 ở làng Tường Vân, phủ Triệu Phong, tỉnh Quảng Trị (nay thuộc xã Triệu An, huyện Triệu Phong). Ông nội Lê Thế Vỹ là một chí sĩ từng tham gia nhiều phong trào yêu nước chống Pháp. Bác ruột Lê Thế Hiếu là Đại biểu Quốc hội, Chủ tịch Ủy ban nhân dân tỉnh Quảng Trị. Cha bà là Lê Thế Tiết, Bí thư đầu tiên của Tỉnh ủy Quảng Trị.

## Hoạt động cách mạng
Năm 1932, bà bắt đầu tham gia phong trào cách mạng của Đảng Cộng sản Đông Dương, thường canh giữ cho cha trong các cuộc họp bí mật. Tháng 3 năm 1938, bà theo bác gái Lê Thị Quế vào Huế gây dựng cơ sở hiệu buôn nước mắm An Long. Tháng 5 năm 1938, bà được kết nạp vào Đảng Cộng sản Đông Dương khi mới 17 tuổi. Sau đó, bà trở về Quảng Trị hoạt động.
Tháng 10 năm 1940, theo chủ trương của Tỉnh ủy Quảng Trị, Phủ ủy Triệu Phong và Huyện ủy Cam Lộ tổ chức rải truyền đời kêu gọi người dân hưởng ứng khởi nghĩa Bắc Sơn, đánh đuổi phát xít Nhật và thực dân Pháp. Chính quyền thực dân tiến hành khủng bố trong ba tháng, phần lớn các cơ sở Đảng bị phá hủy, gần như tất cả các đồng chí trong Huyện ủy Cam Lộ đều bị bắt, chỉ có bà là chạy thoát. Để truy lùng tung tích của bà, thực dân Pháp đã tra tấn cha bà (đang bị đày ở nhà tù Lao Bảo) đến chết.
Tháng 8 năm 1941, bà tham dự Hội nghị Tỉnh ủy ở làng An Nha (Gio Linh) với tư cách là cán bộ của Tỉnh ủy. Trong hội nghị này, bà cùng Đặng Thí, Bùi Trung Lập được bổ sung vào Tỉnh ủy Quảng Trị, phụ trách địa bàn Hải Lăng. Từ tháng 5 năm 1942, trước sự khủng bố, vây quét của chính quyền thực dân, Xứ ủy Trung Kỳ và nhiều cơ sở các cấp bị vỡ. Các thành viên trong Tỉnh ủy Quảng Trị là Trương An, Lê Chưởng, Trương Hoàn, Đặng Thí, Bùi Trung Lập, Trần Thị Biền lần lượt bị bắt, Trần Xuân Miên và Nguyễn Đức Thưởng chuyển sang địa bàn khác để tìm cách tái lập Xứ ủy. Tháng 8, Tỉnh ủy Quảng Trị được củng cố với các Tỉnh ủy viên Lê Thị Diệu Muội (Bí thư lâm thời), Cổ Văn Em, Thao, Hồ Văn Xích. Bà trở thành Bí thư Tỉnh ủy khi mới hai mươi tuổi.
Ngày 21 tháng 11, bà bị bắt ở huyện Triệu Phong, tiếp đó là toàn bộ các Tỉnh ủy viên. Cuối năm 1942, bà bị kết án 20 năm tù khổ sai, 20 năm quản thúc, lưu đày ở nhà tù Quy Nhơn. Tháng 3 năm 1945, tận dụng thời điểm Nhật đảo chính Pháp, bà cùng nhiều đồng chí vượt ngục, trở về quê nhà tiếp tục hoạt động.

## Công tác chính quyền
Cách mạng Tháng Tám thành công, bà được cử làm Phó Chủ nhiệm Việt Minh tỉnh Quảng Trị. Tháng 10 năm 1945, quân Pháp mở cuộc tấn công vào tỉnh Quảng Trị, bà là Trưởng đoàn đại biểu phụ nữ tỉnh Quảng Trị mang quà của người dân ra tiền tuyến để trao cho các chiến sĩ. Tháng 12, bà được bầu làm Bí thư Hội Liên hiệp Phụ nữ tỉnh Quảng Trị (đến tháng 11 năm 1946), Ủy viên Ban Cán sự Bình Trị Thiên của Xứ ủy.
Sau đó, bà làm Ủy viên Ban Chấp hành Trung ương Hội Liên hiệp Phụ nữ Việt Nam, Ủy viên Ban Phụ vận Trung ương, Vụ trưởng Vụ Lao động tiền lương và Tổ chức cán bộ. Ngày 31 tháng 12 năm 1964, bà được Ủy ban Thường vụ Quốc hội bổ nhiệm làm Hội thẩm nhân dân Tòa án nhân dân tối cao cùng Trần Văn Chung, Nguyễn Thị Thọ và Phan Tư Nghĩa. Năm 1967, bà giữ chức vụ Thứ trưởng Bộ Nội thương, phụ trách bộ phận B, chịu trách nhiệm thu gom, vận chuyển, tập kết hàng hóa, nhu yếu phẩm ở Bù Đốp để giao cho Ban Kinh tế Trung ương Cục miền Nam.
Tháng 4 năm 1971, bà trúng cử Quốc hội khóa IV tỉnh Nghệ An, được bầu vào Ủy ban Kế hoạch và Ngân sách của Quốc hội. Tháng 4 năm 1975, bà tiếp tục trúng cử Quốc hội khóa V.
Sau khi nghỉ hưu, bà sinh hoạt Đảng ở chi bộ số 10, Đảng bộ phường Vĩnh Phúc (Ba Đình, Hà Nội) và vẫn tham gia các hoạt động chính trị như bầu cử Quốc hội khóa XIV. Bà qua đời ngày 8 tháng 1 năm 2021, thọ 99 tuổi.

## Gia đình
Chồng bà là Thiếu tướng Lê Chưởng (1914–1973), đồng hương và cũng là đồng chí ở Tỉnh ủy Quảng Trị từ trước năm 1945. Ông Chưởng cũng từng làm Bí thư Tỉnh ủy và Thứ trưởng trong Chính phủ.
Các con trai Lê Chí Hương, Lê Chí Hòa, Lê Tường Long đều tham gia quân ngũ. Đại tá Lê Chí Hương (1947–2019) là quyền Trưởng Bộ môn Chiến dịch Phòng không – Không quân (Học viện Phòng không – Không quân). Đại tá Lê Chí Hòa (1953–2021) từng làm Trưởng phòng Quân huấn (Cục Tác chiến Điện tử, Bộ Tổng Tham mưu).

## Tặng thưởng
- Huân chương Độc lập hạng Nhất
- Huân chương Kháng chiến chống Pháp hạng Nhì
- Huân chương Kháng chiến chống Mỹ hạng Nhất
- Huân chương Hồ Chí Minh
- Huy hiệu Bác Hồ
- Huy hiệu 80 năm tuổi Đảng[37][38][39]
- Huy chương vì sự nghiệp Thương mại
- Huy chương vì sự nghiệp giải phóng Phụ nữ
- Huy chương vì sự nghiệp xây dựng Thủ đô
- Kỷ niệm chương vì sự nghiệp thống nhất đất nước